# Спасское (Кашинский район)
Спа́сское — село в Кашинском районе Тверской области. Входит в состав Славковского сельского поселения (до 2006 года было центром Спасского сельского округа).
Находится в 30 км к западу от Кашина. Рядом проходит автодорога «Верхняя Троица—Славково».
Население по переписи 2002 года — 181 человек, 80 мужчин, 101 женщин.

## История
По данным 1859 года владельческое село Спасское, имеет 30 дворов, 323 жителя. Во второй половине XIX — начале XX века село было центром прихода Славковской волости Кашинского уезда Тверской губернии.

## Известные люди
Здесь жил известный деятель народного просвещения Павел Павлович Максимович (1816—1892), который в 1870 году открыл на свои средства Тверскую женскую учительскую школу, которая просуществовала почти 50 лет и в Советский период стала высшим учебным заведением; сначала Педагогическим институтом, а затем университетом.